# Brisbane Roar FC
Brisbane Roar Football Club este un club de fotbal din Brisbane, Queensland, Australia. În prezent evoluează în eșalonul fotbalistic superior al țării, A-League.
Clubul a fost fondat în 1957 cu denumirea Hollandia-Inala, apoi a fost redenumit în Brisbane Lions, ca mai apoi să devină Queensland Roar, jucând sub acel nume din sezonul inaugural 2005–06 al A-League până în sezonul 2008–09.
Echipa își dispută meciurile de pe teren propriu pe stadionul Suncorp Stadium, o arenă polivalentă cu 52.500 de locuri din Milton, Queensland.
De la intrarea în A-League, clubul s-a clasat de două ori primul loc în sezonul regulat de campionat și de trei ori a devenit campion; iar în două rânduri a participat în AFC Champions League. Brisbane Roar deține recordul pentru cea mai lungă serie de invincibilitate în eșalonul superior al fotbalului din Australia, cu 36 de meciuri de campionat consecutive fără înfrângere.

## Lotul actual
Actualizat ultima dată la 30 august 2015, conform site-ului oficial al Brisbane Roar.
| Nr. |            | Poziție | Jucător                        |
| --- | ---------- | ------- | ------------------------------ |
| 1   | Australia  | P       | Michael Theo                   |
| 3   | Australia  | F       | Shane Stefanutto (Vicecăpitan) |
| 5   | Australia  | F       | Corey Brown                    |
| 6   | Germania   | F       | Jerome Polenz                  |
| 7   | Spania     | M       | Corona                         |
| 8   | Australia  | M       | Steven Lustica                 |
| 9   | Australia  | A       | Jamie Maclaren                 |
| 10  | Australia  | A       | Henrique                       |
| 11  | Costa Rica | A       | Jean Carlos Solórzano          |
| 13  | Australia  | F       | Jade North                     |
| 14  | Australia  | F       | Daniel Bowles                  |
| 15  | Australia  | F       | James Donachie                 |

| Nr. |           | Poziție | Jucător              |
| --- | --------- | ------- | -------------------- |
| 16  | Australia | M       | Devante Clut         |
| 17  | Australia | M       | Matt McKay (Căpitan) |
| 18  | Spania    | M       | Javier Hervás        |
| 19  | Australia | F       | Jack Hingert         |
| 20  | Australia | A       | Shannon Brady        |
| 21  | Australia | P       | Jamie Young          |
| 22  | Germania  | M       | Thomas Broich        |
| 23  | Australia | A       | Dimitri Petratos     |
| 26  | Australia | A       | Nicholas D'Agostino  |
| 28  | Australia | A       | Brandon Borrello     |
| 33  | Australia | F       | Luke DeVere          |

## Oficialii clubului

### Conducere
| Post                          | Nume                    |
| ----------------------------- | ----------------------- |
| Președinte                    | Chris Fong Helmi Rahman |
| Manager comercial             | David Pourre            |
| Manager de Brand & Engagement | Kurt Brutton            |
| Manager operațional           | Stuart Nixon            |
| Manager comunicare            | Andy Pinches            |

### Stafful tehnic
| Post                      | Nume            |
| ------------------------- | --------------- |
| Antrenor                  | John Aloisi     |
| Antrenor secund           | Ross Aloisi     |
| Antrenor de portari       | Jason Kearton   |
| Fizioterapeut             | Tim Oostenbroek |
| Manager de echipă         | Steven Farrell  |
| Asistent de fizioterapeut | Ryan Timmins    |

## Palmares
- A-League

Prima clasată (2): 2010–11, 2013–14
Locul 2 (1): 2011–12
- Finale A-League

Campioană (3): 2011, 2012, 2014

## Cluburi afiliate
- Arema Cronus[9] – afiliere datorită proprietarului comun – Bakrie Group.[10]
- Queensland Lions.[necesită citare]
- Atlético Mineiro.[necesită citare]